# Seifersdorf (Wachau)

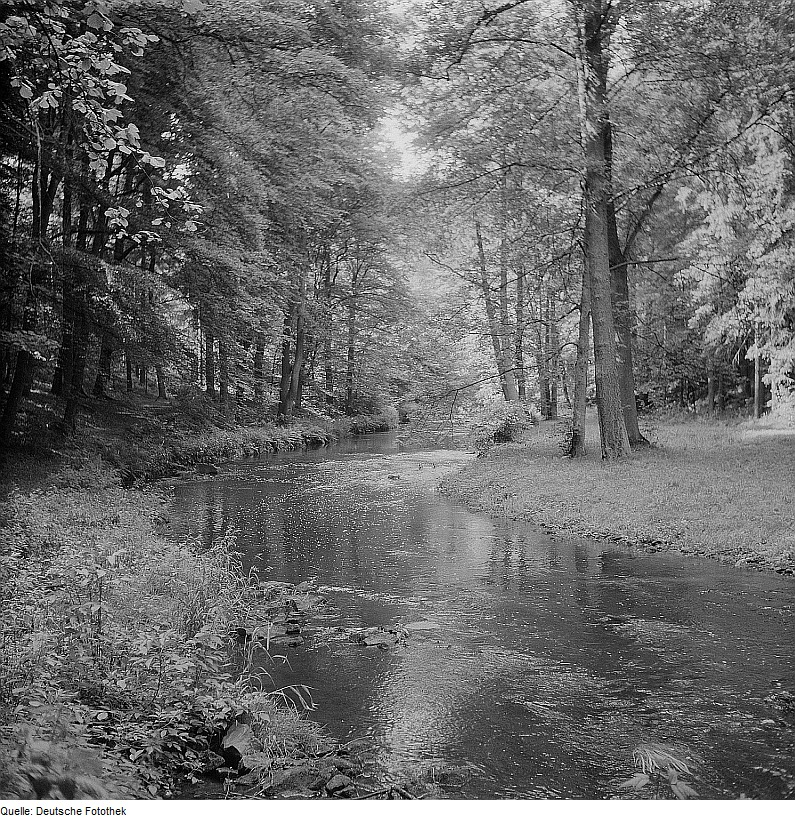
Große Röder im Seifersdorfer Tal

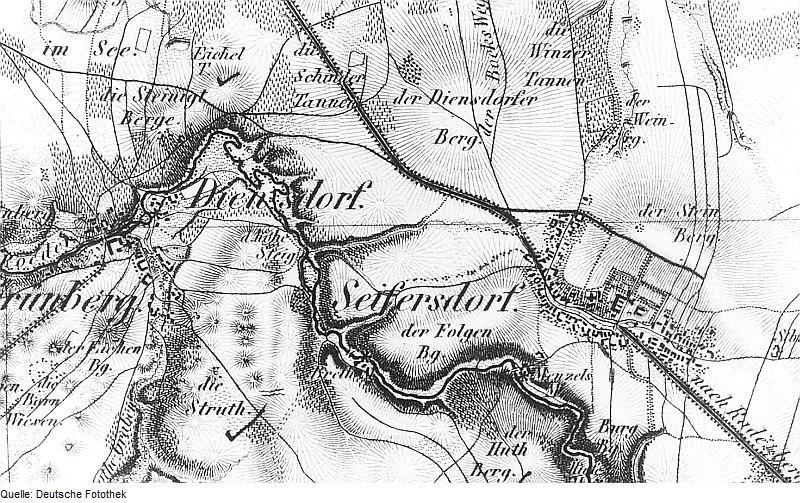
Seifersdorf auf einer Karte aus dem 19. Jahrhundert

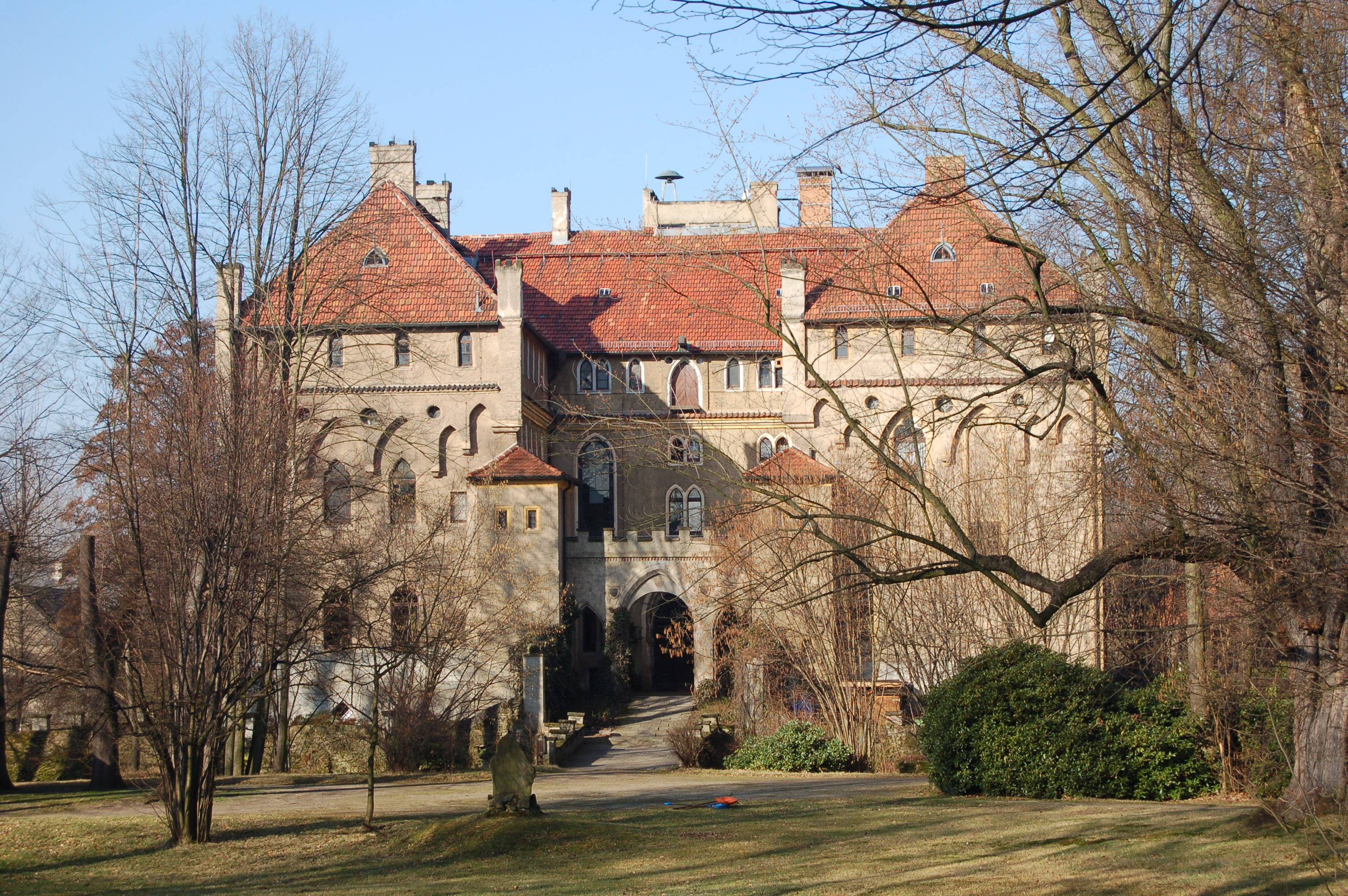
Schloss Seifersdorf

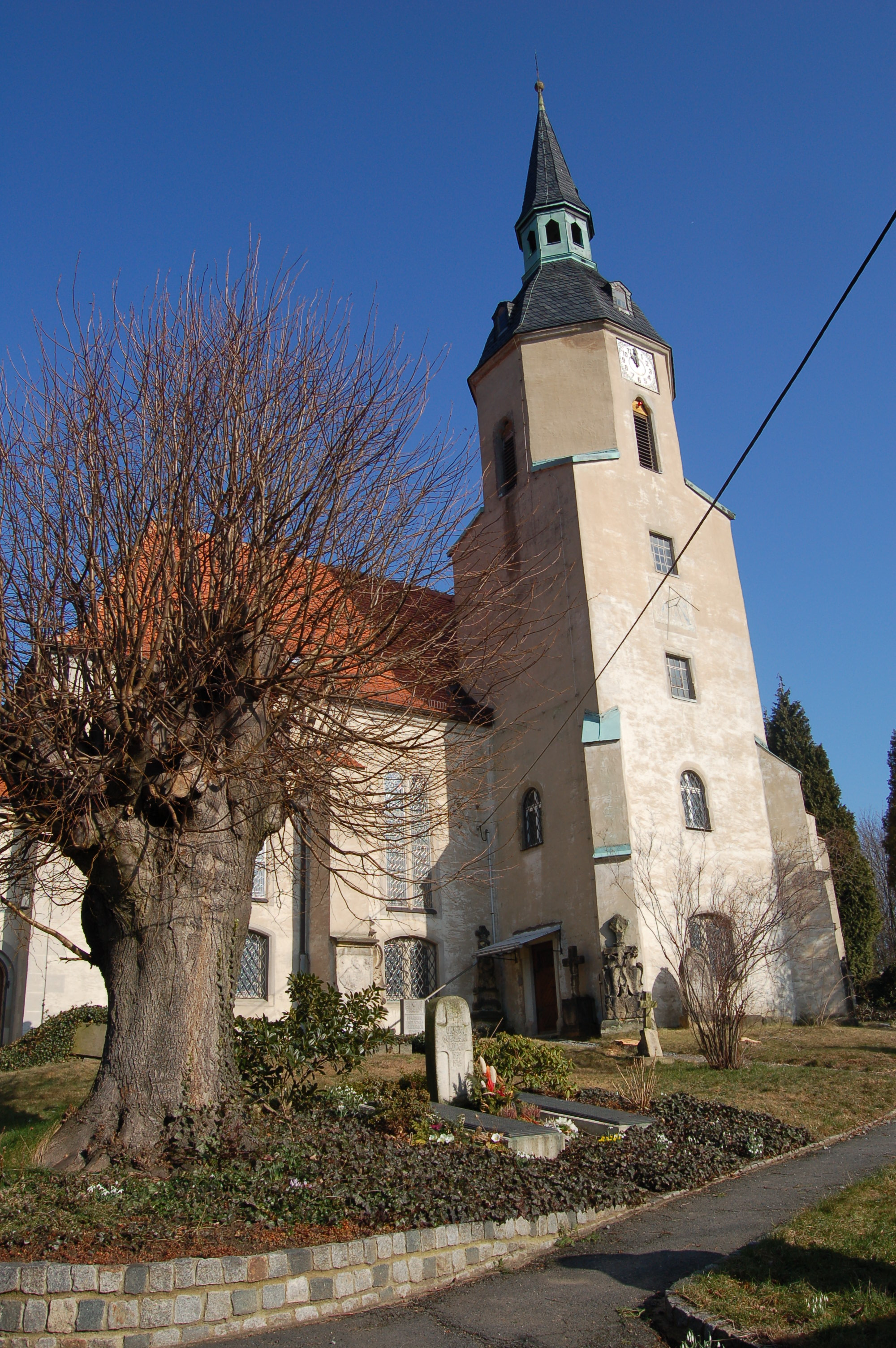
Seifersdorfer Kirche

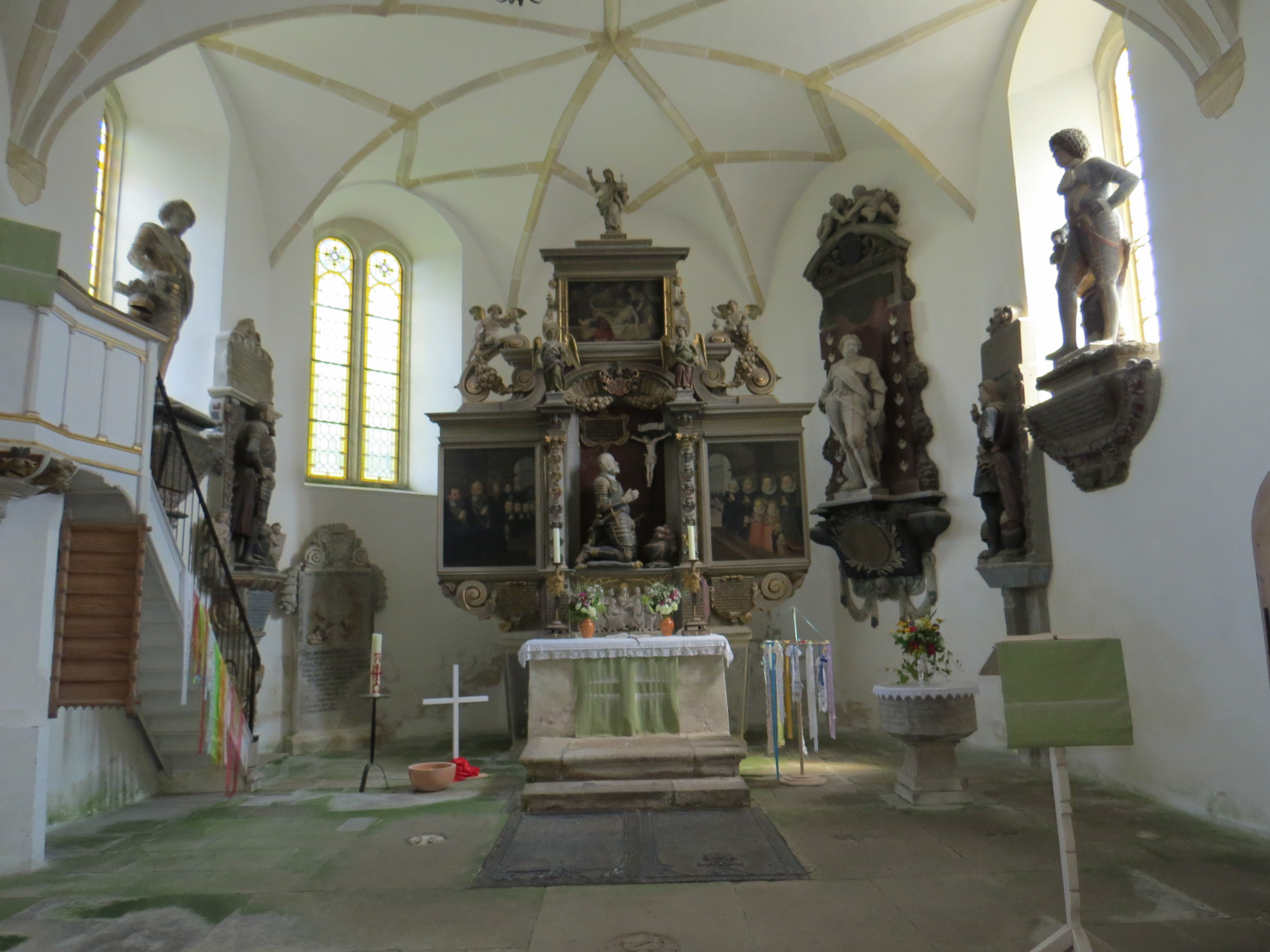
Kirche Seifersdorf innen – Grablege Familie Grünrodt

Seifersdorf ist seit 1994 ein Ortsteil der Gemeinde Wachau im Landkreis Bautzen in Sachsen. Bis 1993 war Seifersdorf eine eigenständige Gemeinde. Die Altgemeinden Leppersdorf, Seifersdorf und Wachau schlossen sich damals zur neuen Gemeinde Wachau zusammen. Da der Name der Altgemeinde Wachau für die neue, durch Gemeindefusion entstandene Gemeinde Wachau beibehalten worden ist, besteht heute die namentliche Überschneidung der Gemeinde Wachau (mit ihrem Gemeinderat Wachau) mit dem zu dieser Gemeinde gehörenden Ortsteil Wachau (mit ihrem Ortschaftsrat Wachau). Seifersdorf steht also strukturell gleichberechtigt neben den Ortsteilen Leppersdorf, Lomnitz und Wachau in der Gemeinde Wachau.

## Geographie
Seifersdorf liegt in der gleichnamigen Gemarkung im Westen der Gemeinde Wachau im Radeberger Land. Es ist umgeben von den anderen Wachauer Ortsteilen Lomnitz im Norden, Wachau selbst im Osten und der zum Ortsteil Wachau gehörenden Ortslage Feldschlößchen im Südosten. Südlich benachbart ist der Radeberger Ortsteil Liegau-Augustusbad, südwestlich der Dresdner statistische Stadtteil Langebrück/Schönborn. Im Westen bzw. Nordwesten grenzen die Ottendorf-Okrillaer Ortsteile Grünberg (mit Diensdorf) und Ottendorf an.
Seifersdorf erstreckt sich etwa in Nordwest-Südost-Richtung auf einer Hochfläche östlich über dem Tal der Großen Röder, die hier die Grenze zu Schönborn markiert. Dieser nach dem Ort als Seifersdorfer Tal bezeichnete Abschnitt ist für seinen ab 1781 angelegten Landschaftsgarten bekannt, der somit zu den ältesten seiner Art in Deutschland gehört. Westlich von Seifersdorf schneidet sich der Tiefe Grund, ein kurzes Kerbtal, in das Gelände ein. Das Dorf ist umgeben von landwirtschaftlich genutzten Flächen. Wichtigste Erhebungen sind der Steinberg mit einer Höhe von 264, der Burgberg mit 250 und der Diensdorfer Berg mit 232 m ü. NN. Die Wohnbebauung liegt größtenteils innerhalb des vom Schloss Seifersdorf dominierten Dorfkerns sowie einer sich nordwestlich anschließenden Kleinsiedlung.

## Verkehr und Straßennamen
Durch Seifersdorf verläuft unter dem Namen Tina-von-Brühl-Straße die Staatsstraße 177. Unmittelbar nordwestlich der Ortslage besteht an der Abfahrt 84 Ottendorf-Okrilla Anschluss an die Bundesautobahn 4. Von der S177 zweigen die Wachauer, Lomnitzer und Schönborner Straße ab, die in die entsprechenden Nachbarorte führen. Im Dorfkern liegen noch die Straßen Kirchgasse, Bäckerberg und Am Steinberg. Weitere Straßennamen in Seifersdorf lauten Siedlung, An den Dorfwiesen, Brückweg, Brauereiweg und Seifersdorfer Tal. An den ÖPNV ist Seifersdorf Montag bis Freitag über die Buslinie 760 des Regionalbus Oberlausitz angebunden.

## Geschichte
Der Ortsname Seifersdorf fand 1335 erstmals Erwähnung als „Syffridisdorf“. Er ist deutschen Ursprungs und bedeutet „Dorf eines Sigfrid“, bezieht sich also auf einen Lokatornamen. Analog dazu bildeten sich auch die Ortsnamen zahlreicher Dörfer der Umgebung, darunter Lotzdorf, Cunnersdorf und Hermsdorf. Aus späterer Zeit sind unter anderem die Formen „Syfirstorf“, „Seifferschdorff“ und „Seifferstorff“ überliefert. Um Seifersdorf von gleichnamigen Orten in Sachsen unterscheiden zu können, bezeichnete man es ab 1875 als „Seifersdorf b. Radeberg“. Im September 2018 wurde die Ortschronik unter dem Titel „Seifersdorf bei Radeberg“ veröffentlicht.
Älteste Siedlungsspuren auf der Flur sind die Reste eines bronzezeitlichen Burgwalls auf dem Burgberg. Seifersdorf entstand dann im Zuge der Deutschen Ostsiedlung durch Rodungen inmitten eines zusammenhängenden Waldgebiets, das unter anderem aus Friedewald, Karswald, Massenei, Dresdner, Laußnitzer und Königsbrücker Heide bestand. Die Bewohner Seifersdorfs lebten vorwiegend von der Landwirtschaft; sie bewirtschafteten 13 Hufen zu je 16 bis 24 Scheffeln. Das zweireihige Reihendorf war im Jahr 1900 von einer 839 Hektar großen waldhufenartigen Streifenflur umgeben.
Seifersdorf liegt an der alten Salz- und Glasstraße über den Steinberg.
Bereits um 1500 bestand im Ort eine Pfarrkirche. Die Grundherrschaft in dem Ort übten jahrhundertelang die Besitzer des bereits 1454 erwähnten Seifersdorfer Rittergutes aus, aus welchem das zuletzt von 1819 bis 1823 durch Karl Friedrich Schinkel im Stil der englischen Neogotik umgestaltete Schloss Seifersdorf hervorging.
In Seifersdorf gibt es zwei Denkmäler für die Gefallenen des Ersten und Zweiten Weltkrieges. Das für den Ersten Weltkrieg wurde vor dem Pfarrhaus angelegt. Zwischen 1914 und 1918 fielen 31 Männer bzw. galten als vermisst. Das Denkmal für den Zweiten Weltkrieg wurde offiziell 2003 am Volkstrauertag auf dem Seifersdorfer Friedhof in Gegenwart vieler betroffener Familien vom ehemaligen Seifersdorfer Pfarrer und OLKR i. R. Dieter Auerbach eingeweiht. Zwischen 1939 und 1945 fielen 100 Männer bzw. galten als vermisst.
2015 erwarb ein Seifersdorfer Einwohner das Gebäude des ehemaligen Gasthofes Zum Treuen Hunde und saniert dieses seitdem nach Denkmalschutzvorgaben. Seit dem Tag des offenen Denkmals 2018 sind am Brühlschen Obergasthof, so seine frühere Bezeichnung, die Baugerüste abgebaut. Es sind noch Innenausbauarbeiten notwendig, bis das Gebäude einschl. der Außenanlagen wieder vollständig instand gesetzt ist.

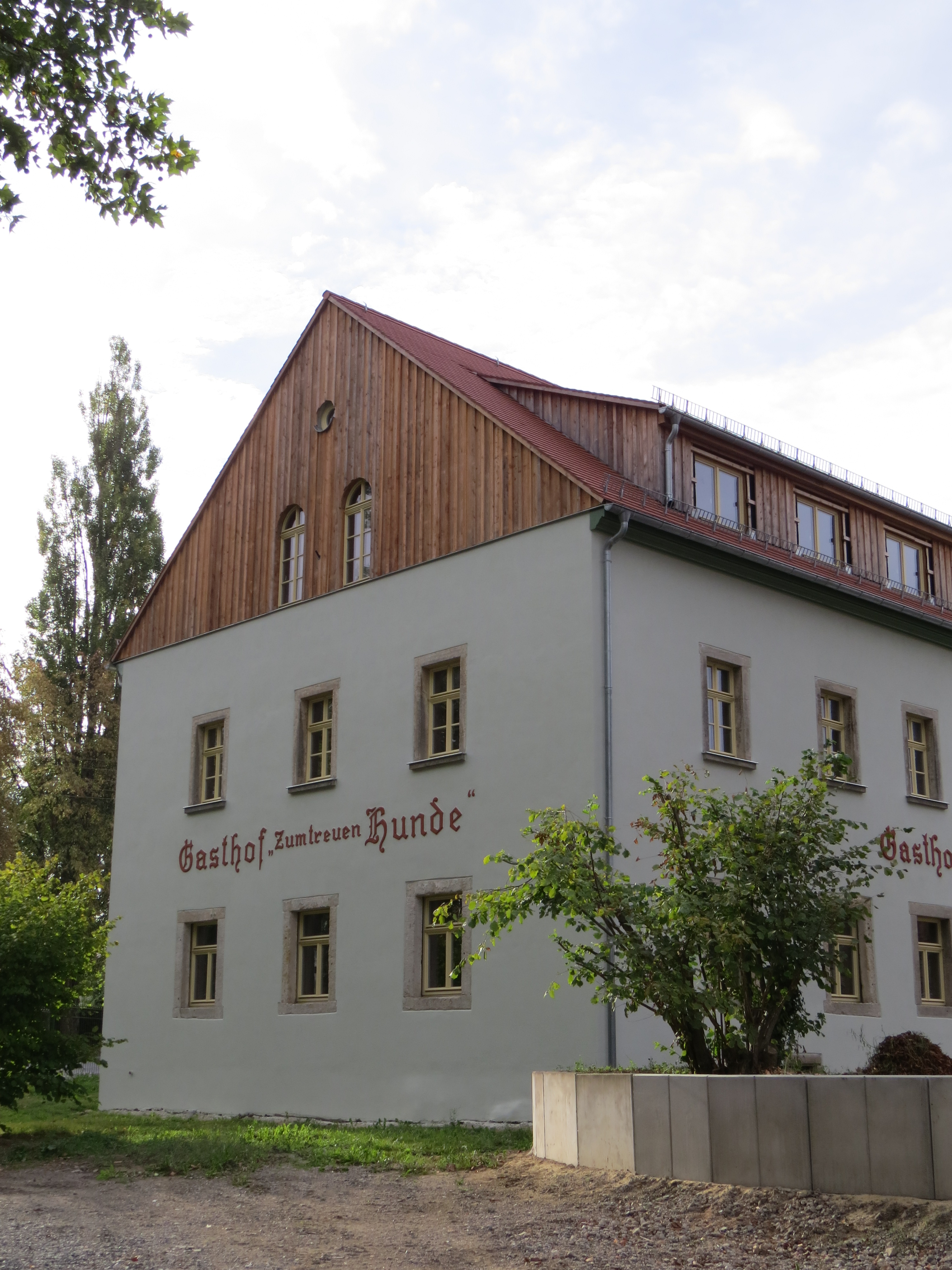
Gasthof „Zum treuen Hunde“

## Schloss und Kirche
Seifersdorf gehörte ab 1460 bis 1945 drei großen Familien, deren Geschichte unmittelbar mit dem Schloss und der Seifersdorfer Kirche zu tun hat. In der alten Kirche gab es bereits eine Loge für die Patronatsfamilie, diese gab es im Neubau auch wieder. Ab 1460 war die Familie von Haugwitz, die aus der Region Nossen kam, in Seifersdorf. Die Familie war hoch verschuldet, bevor 1585 die Familie von Grünrodt aus Liptitz bei Wermsdorf/Sachsen die Herrschaft übernahm. 1747 starb Hans Georg von Grünrodt ohne Nachkommen als letzter seiner Familie. Seifersdorf ging an Heinrich von Brühl über, der bereits ab 1731 eine Anwartschaft auf Seifersdorf hatte. Brühls waren bis 1945 vor Ort.

### Wappen der Familien am Seifersdorfer Schloss und in der Kirche
Für die Familie Haugwitz am Schloss an der rechten Vorderfront ein Heiratswappen von 1531 mit einem Widderkopf für Haugwitz/Schlieben. Margaretha von Schlieben kam aus dem Hause Pulsnitz. In der Kirche gibt es im linken Altarbereich einen Grabstein mit einem knienden Ritter und seiner Frau: "Das einzige Zeugnis aus dem Jahrhundert der Reformation ist das Grabmal des Jobst von Haugwitz (um 1533-1579) und seiner Frau unter der Kanzel. Es zeugt mit den Wappen der Geschlechter Schleinitz, Gränsing, Schlieben, Haugwitz, Miltitz, Geismar, Staupitz, Hundt von der zeitgenössischen Bedeutung und reichen Beziehung der Familie. Ein Haugwitz war auch der letzte katholische Bischof von Sachsen. … Der Kanzler und spätere Bischof von Naumburg Georg I. von Haugwitz war bereits 1461 von Kurfürst Friedrich II. u. a. mit Seifersdorf belehnt worden. 1465 sind im Lehnsrecht Kirchlehn und "Altar der Barbara" erwähnt. Die Heilige Barbara war eine Märtyrerin der Christenverfolgungen im 3. Jahrhundert.
Links vom Hauptportal des Schlosses ist ein Wappen mit einem springenden Hund für die Familie von Grünrodt (Grünrade) zu sehen. Dieses Wappen findet sich auch im Schlossinnenhof sowie die Tafel mit den Initialen W.D.V.G. 1625 für Wolff Dittrich von Grünrodt II. Die Seifersdorfer Kirche wurde 1604 von Wolff Dittrich I. von Grünrodt erbaut. Der Erbauer der Kirche ist mit einer mannshohen Ritterplastik links vom Altar zu finden und erhält jährlich zur Kirchweih einen Dankeskranz. Noch heute ist die Kirche ein Grablege der Familie von Grünrodt. Der im Altar kniende Ritter ist Dittrich von Grünrodt, der 1586 aus Liptitz kam und Seifersdorf übernahm.
Der springende Hund aus dem Grünrodtschen Wappen findet sich mehrfach in der Seifersdorfer Kirche. Die Grünrodts waren bis 1811 in der Seifersdorfer Kirche in der Gruft beigesetzt. Danach wurden die Überreste an der nördlichen Kirche in einem Grab untergebracht mit der Beschriftung: Überreste der Familie Grünrodt, 1811.
Die Gruft wurde für Hans Moritz von Brühl benötigt, der 1811 in Seifersdorf verstarb. Für ihn und seine Frau Tina, die 1816 verstarb wurde die rechte Platte der Gruft in der Kirche auf dem Boden im Altarbereich eingelassen. 1837 folgte unmittelbar daneben die Gruftplatte für Carl von Brühl, den Intendanten der königlichen Theater zu Berlin. Rundum die Kirche gibt es weitere Gräber der Familie von Brühl. Das Familienwappen der Familie von Brühl zeigt in Blau einen silbernen Sparren; es ist im Schlossportal und an mehreren anderen Stellen an Schloss und Kirche zu finden.

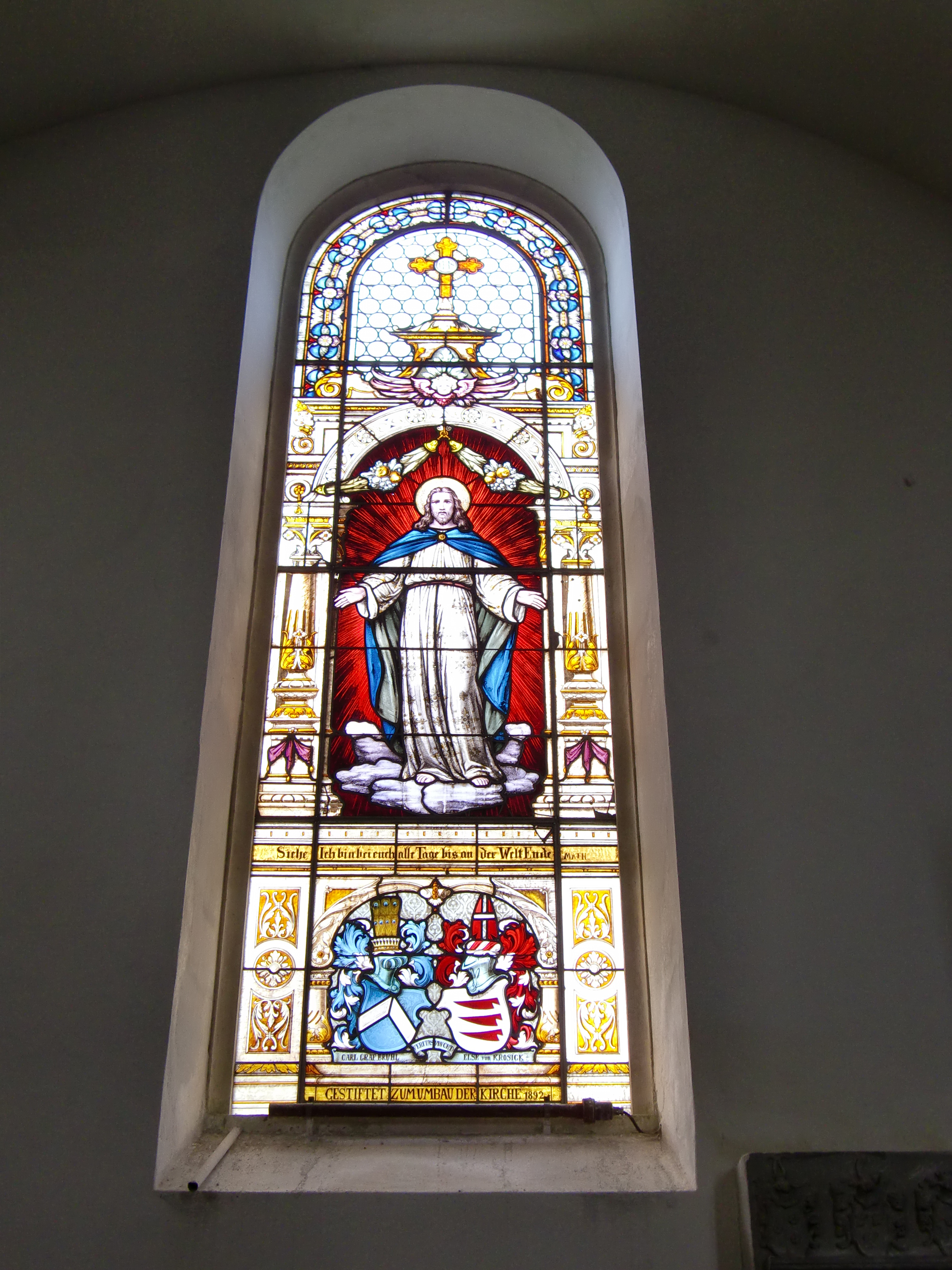
Stifterfenster des Paares Carl Graf Brühl und Else von Krosigk

1892 stiftete zum Umbau der Kirche der letzte Seifersdorfer Graf Karl von Brühl-Renard gemeinsam mit seiner Frau „Else“ (1848–1905), Tochter von Hermann von Krosigk, das große Stifterfenster im Nordflügel. Dort sind auch die Namen mit den Familienwappen des Ehepaares zu finden. Parallel gab es in der gleichen Zeit große Umbaumaßnahmen im Schloss. Die noch heute vorhandenen Stuck- und Holzkassettendecken wurden eingezogen sowie der Theatersaal ausgebaut zugunsten Bediensteten-Wohnungen.
Die letzte Seifersdorfer Gräfin Agnes von Brühl-Renard war bis 1945 die Vorsitzende des Kirchenvorstandes. Ihr Mann Karl von Brühl-Renard war 1889 der Mitbegründer und Stifter der Epileptischen Anstalten Kleinwachau, heute Kleinwachau – Sächsisches Epilepsiezentrum Radeberg. Er war Hausvorsteher bis zu seinem Tod 1923.
Die Seifersdorfer Kirchgemeinde gehört zum Kirchspiel Radeberger Land der Evangelisch-Lutherischen Landeskirche Sachsens.
Auf dem Steinberg befindet sich ein Lutherkreuz.

## Das Seifersdorfer Tal

### Lage
Das nach dem Ort Seifersdorf benannte Tal ist ein Einschnitt der Großen Röder am Westrand der Westlausitzer Platte, es beginnt in Liegau-Augustusbad an der Grundmühle und reicht bis Grünberg (Ortsteil von Ottendorf-Okrilla).
Der Landschaftsgarten Seifersdorfer Tal mit seinen Denkmalen für Familienangehörige der Familie von Brühl und Freunde des Weimarer Kreises (Gottfried Herder, Herzogin Anna Amalia von Braunschweig-Wolfenbüttel und weitere Freunde Johann Gottlieb Naumann) wurde von Christina von Brühl ab 1781 angelegt. Ihr einziger Sohn Carl von Brühl führte die Arbeit seiner Mutter später fort.
Durch verschiedene Gebietsreformen nach der Wende liegt der Landschaftsgarten mittlerweile auf den Gemarkungen Seifersdorf, Liegau-Augustusbad, Schönborn und Grünberg, wobei der größte Teil auf den Gemarkungen Seifersdorf und Schönborn liegt.
Der Landesverein Sächsischer Heimatschutz e. V. erwarb nach der Wende die kompletten Flächen des historischen Kerntales mit den Denkmälern und beauftragte den Seifersdorfer Thal e. V. mit der weiteren Pflege des Landschaftsgartens. Der Rest der Flächen befindet sich in Privatbesitz.

### Mühlen im Seifersdorfer Tal
Es gibt mehrere Mühlen im Tal:
- die Grundmühle, die heute zu Liegau-Augustusbad gehört;
- die Marienmühle im Zentrum des Landschaftsgartens, hier soll wieder eine Gaststätte eingerichtet werden;
- die ehemalige Niedermühle, die früher eine Papierfabrik war, wurde von 1934 bis 1936 als Reichsarbeitsdienstlager genutzt. Danach wurde dann die erste NSDAP-Kreisschule im damaligen Gau Sachsen eingerichtet. Ab 1940 wurden dort über 200 Bessarabiendeutsche für ein Jahr untergebracht, bevor diese nach Polen gebracht wurden. In den letzten Kriegsmonaten und danach wurde die ehem. Schule als Umsiedler- und Vertriebenenlager genutzt. Später fand dort Sportunterricht für Seifersdorfer und Wachauer Schüler statt. Heute ist das Gesamtareal zu großen Teilen verfallen;
- die Kunathmühle (ehemalige Brettmühle) gehört zu Schönborn. Von der früheren Mühle ist nur noch der Schornstein übrig geblieben, der bauseitig gesichert wurde.

## Verwaltung des Ortes
Die Verwaltung des Ortes oblag bis Mitte des 19. Jahrhunderts dem Amt Dresden. Ab 1856 gehörte Seifersdorf zum Gerichtsamt Radeberg und kam danach zur Amtshauptmannschaft Dresden. Auf Grundlage der Landgemeindeordnung von 1838 erlangte Seifersdorf seine Selbständigkeit als Landgemeinde. Ab 1952 gehörte es zum Kreis Dresden-Land, nach dessen Auflösung dann zum Landkreis Kamenz und seit 2008 zum Landkreis Bautzen.
Im Jahr 1994 schloss sich Seifersdorf gleichzeitig mit Leppersdorf und Wachau zur Großgemeinde Wachau zusammen. Es handelt sich dabei um keine Eingemeindung, vielmehr um einen freiwilligen Zusammenschluss.

## Einwohnerentwicklung
| Jahr | Einwohner                                 |
| ---- | ----------------------------------------- |
| 1551 | 41 besessene Mann, 4 Häusler, 48 Inwohner |
| 1764 | 32 besessene Mann, 33 Häusler             |
| 1834 | 599                                       |
| 1871 | 683                                       |
| 1890 | 719                                       |
| 1910 | 712                                       |
| 1925 | 789                                       |
| 1939 | 842                                       |
| 1946 | 1085                                      |
| 1950 | 1050                                      |
| 1964 | 898                                       |
| 1990 | 614                                       |

## Partnerschaften
Mit der Gemeinde Berg (Schussental) unterhielt Seifersdorf eine Ortspartnerschaft, die von der Freiwilligen Feuerwehr Seifersdorf weiter fortgeführt wird.

## Persönlichkeiten
- Der Kanzler und spätere Bischof von Naumburg Georg I. von Haugwitz wurde 1461 von Kurfürst Friedrich II. u. a. mit Seifersdorf belehnt. Jobst von Haugwitz war der letzte Haugwitz in Seifersdorf.
- Wolff Dietrich I. von Grünrodt (* 1562; † 12. April 1606) Grundherr von Seifersdorf und Erbauer der Kirche – Sein Vater Dittrich von Grünrodt kam 1586 aus Liptitz bei Wermsdorf und übernahm Seifersdorf von der Familie von Haugwitz
- Hans Moritz Christian Maximilian Clemens Graf von Brühl (* 26. Juli 1746 in Dresden; † 31. Januar 1811 in Seifersdorf), Generalinspekteur, Rittergutsbesitzer, Übersetzer, Zeichner sowie ab 1792 bis zu seinem Tod Chaussee-Intendant von Berlin. Er war für den Bau der Chaussee Berlin-Potsdam (über Zehlendorf) sowie für den Bau der Chaussee Potsdam – Magdeburg verantwortlich.
- Christina Gräfin von Brühl (* 1. Januar 1756 in Mauberge; † 3. Juli 1816), Landschaftsgestalterin und Schriftstellerin
- Carl Graf von Brühl (* 1772 in Pförten; † August 1837 in Berlin), Generalintendant der königlichen Theater Berlin von 1815 bis 1828 und von 1830 bis zu seinem Tod der königlichen Museen in Berlin. Während seiner Intendanz wurde 1821 das Schauspielhaus am Gendarmenmarkt wiedereröffnet und am 18. Juni 1821 die Oper "Der Freischütz" von Carl Maria von Weber welturaufgeführt. Carl von Brühl stellte Schloss Seifersdorf mit Hilfe von Karl Friedrich Schinkel 1824 fertig und bezog das Schloss 1826. Bis dahin wohnte er bei seinen Seifersdorfer Aufenthalten im Herrenhaus auf dem Rittergut.
- Karl Andreas Friedrich Wilhelm Moritz Vincenz Graf von Brühl-Renard (* 22. Januar 1853 in Dresden; † 31. Dezember 1923 in Groß-Strehlitz/Oberschlesien), letzter Seifersdorfer Graf; Landtagsabgeordneter; Rittergutsbesitzer; Mitbegründer und Stifter der Tobiasmühle Radeberg 1889 und Mitbegründer der Epileptischen Anstalten Klein-Wachau und Hausvorsteher bis zu seinem Tod, ab 1909 Fideikommißherr auf Schloss Groß Strehlitz
- Hans Moritz Graf Hauke (1775–1830), Berufssoldat, Stellvertretender Kriegsminister von Kongress-Polen; er wurde von aufständischen Kadetten erschossen und seine Tochter Julia danach Mündel des Zaren. Julia war als Gründerin des 2. Hauses Battenberg/ Mountbatten Mutter von Louis Mountbatten und Urgroßmutter von Philip Mountbatten, Prinzgemahl von Queen Elizabeth II. (Haus Mountbatten-Windsor). Sie ist damit die Ururgroßmutter von König Charles III. des Vereinigten Königreichs von Großbritannien und Nordirland.
- Karl Josef Friedrich (* 17. Juni 1888 in Dresden; † 17. Juli 1965 in Seifersdorf), evangelischer Pfarrer und Schriftsteller mit zeichnerischer und musikalischer Begabung, von 1927 bis zu seiner Emeritierung 1959 Pfarrer in Seifersdorf

## Vereine in Seifersdorf
In Seifersdorf wurde das Ehrenamt immer schon groß geschrieben. In den 1970er Jahren wurde das Schloss in vielen VMI-Stunden von Seifersdorfer Einwohnern ehrenamtlich abgeputzt. 1985 entschlammte dann die Freiwillige Feuerwehr gemeinsam mit Seifersdorfern den Schlossteich und brachte die Einfriedungsmauer wieder in Ordnung. Heute finden viele Feste und Aktivitäten auf Initiative der Vereine statt.
- Der Der Förderverein Seifersdorfer Schloss e. V. wurde 2004 gegründet, damit das Schloss Seifersdorf im Eigentum der Gemeinde Wachau und damit der Öffentlichkeit zugänglich bleibt.
- Der Seifersdorfer Thal e. V. gründete sich 1990 aus den seit 1981 existierenden Freunden des Seifersdorfer Tales und kümmert sich um den Landschaftsgarten.
- Der Dorfclub Seifersdorf ging 2018 aus dem Jugendclub Seifersdorf hervor.
- Landesverein Sächsischer Heimatschutz e. V. (Eigentümer des Kerntales mit den Denkmälern im Seifersdorfer Tal)

Darüber hinaus gibt es eine sehr aktive Freiwillige Feuerwehr, aus der mittlerweile auch eine Jugendfeuerwehr hervorgegangen ist.